# František Kršňák
František Kršňák (6. září 1898, Třebíč – 13. července 1957, Praha) byl český malíř, historik a muzejní pracovník.

## Biografie
František Kršňák se narodil v roce 1898 v Třebíči, jeho otcem byl obuvník. V roce 1918 odmaturoval na gymnáziu v Třebíči, následně nastoupil na Právnickou fakultu Univerzity Karlovy v Praze, ale následně nastoupil na Akademii výtvarných umění v Praze do ateliéru figurální kresby pod Maxem Švabinským, Josefem Loukotou, Vlahem Bukovacem a Jakubem Obrovským. V roce 1920 také nastoupil na Filozofickou fakultu na obor estetiky, kde se začal věnovat také muzejnictví, tu ukončil ziskem titulu doktora filosofie v roce 1929. Mezi lety 1925 a 1930 pracoval v Západomoravském muzeu v Třebíči. V letech 1930 a 1931 pracoval jako archivář Štencova závodu, roku 1931 pak nastoupil do Národního muzea v Praze, kde pracoval v oddělení historické archeologie jako asistent Karla Gutha, působil také jako zemský muzejní komisař. V roce 1941 jej Josef Opitz přeložil do národopisného oddělení muzea výměnou za Vladimíra Denksteina. Od roku 1945 působil jako ředitel národopisného oddělení Národního muzea. V roce 1951 se stal ředitelem Náprstkova muzea v Praze, kde působil až do roku 1957.
V začátcích tvorby ovlivnil třebíčského malíře Ladislava Nováka. Tvořil mimo jiné katalogy a plakáty Národního muzea, ilustroval botanické publikace a vytvořil portréty mnoha osobností, ty jsou uloženy ve sbírkách Muzea Vysočiny v Třebíči. Je autorem obálky edice Musica Antiqua Bohemica. Přátelil se s Vítězslavem Nezvalem, kterého jako žáka třebíčského gymnázia přivedl na zkoušku divadelního sboru. Nezval spolu s Jiřím Svobodou také navštívil nemocného Františka Kršňáka před smrtí v nemocnici Na Bulovce, kde ležel na oddělení Karla Přerovského, se kterým se také Nezval přátelil.